# Love, etc. (film)
Pour les articles homonymes, voir Love, etc..
Pour plus de détails, voir Fiche technique et Distribution.
Love, etc. est un film français réalisé par Marion Vernoux, adapté du roman homonyme (titre original anglais : Talking It Over) de Julian Barnes paru en 1992. Le film est sorti le 27 novembre 1996.

## Synopsis
Benoît et Pierre sont des amis de longue date. Benoît, besogneux et discret, travaille dans une banque et a de l'argent. Pierre, professeur de littérature cultivé et volontiers cabotin, lui en emprunte souvent. Le jour du mariage de Benoît et de Marie, qui se sont rencontrés grâce à une petite annonce, Pierre tombe amoureux de Marie. Celle-ci est moins insensible qu'elle ne veut l'admettre dans un premier temps au charme de Pierre, dont l'attirance vire par ailleurs à l'obsession.
Le film est l'histoire de ce triangle amical et amoureux, dont chacun des protagonistes peut être considéré, d'un certain point de vue, comme un élément extérieur perturbateur.

## Fiche technique
- Titre : Love, etc.
- Réalisation : Marion Vernoux
- Scénario : Marion Vernoux et Dodine Herry d'après Love, etc. de Julian Barnes
- Production : Patrick Godeau
- Musique : Alexandre Desplat
- Photographie : Éric Gautier
- Pays d'origine :  France
- Format : couleurs - 1,85:1 - Dolby - 35 mm
- Genre : comédie dramatique et comédie romantique
- Durée : 105 minutes
- Date de sortie : 27 novembre 1996

## Distribution
| - Charlotte Gainsbourg : Marie - Yvan Attal : Benoît - Charles Berling : Pierre - Thibault de Montalembert : Bernard - Élodie Navarre : Eléonore - Marie Adam : La femme de Bernard - Charlotte Maury-Sentier : Catherine | - Valérie Bonneton : La fleuriste - Susan Moncur : Susane - Andrée Tainsy : Mireille - Dominique Raymond : La mère de Marie - Daniel Duval : Yvon - Wu Dazhi : le travesti chinois - Marion Vernoux : la femme sur le quai de métro (cameo) |